# Josep Martí i Clarà
Josep Martí i Clarà, àlies en «Bepes», (Palafrugell, 1909 – Sant Andreu de Llavaneres, 1988) va ser un escriptor i poeta de Palafrugell de principis del segle xx.
| «                              | Jo penso que el nostre empordanès és un dels dialectes avui més rics i precisos. Caldria que, de moment, féssim entre tots un gran esforç per conservar-lo i, després, de la mà d'autors solvents com és ara Bepes, hauríem de procurar reivindicar —incorporant-los a la llengua general— el gran valor expressiu d'uns mots insubstituïbles. | » |
| — Josep Alsina i Bofill, metge | |   |

## Biografia
Nascut a Palafrugell el 13 de febrer de 1909, fou net del primer secretari i fundador de la cooperativa de consum l'Econòmica Palafrugellenca. Treballà a l'administració local, a la venda de productes del suro i a la fabricació d'argila cuita de la Bisbal d'Empordà. També va formar part de l'Ateneu Palafrugellenc i va ser porter del Futbol Club Palafrugell, equip amb què competí a la primera divisió catalana. Es va relacionar amb grups separatistes i el 1934 s'involucrà en els fets del sis d'octubre, raó per la qual va ser empresonat.
Va col·laborar en el setmanari Ara, en les revistes Peix Fregit i Revista de Palafrugell —on es va fer popular per la seva secció «Palafrugellencs i endecasíl·labs» sobre personatges coneguts de la vila—, en la Crònica d'un Any i altres publicacions, i va escriure lletres de cançons, de sardanes i d'havaneres. Posà lletra a diverses cançons de tipus mariner de Ricard Viladesau i Caner i altres compositors.
S'han editat els seus llibres Palafrugell, parada i fonda (en prosa, 1959), Una volta a la muralla (1984) i Som com som (1990). Entre les seves obres també destaca La meva vila, en vers. Es trobà sovint amb un grup de palafrugellencs establerts a Barcelona, que el van motivar a publicar quasi de forma clandestina Palafrugell, parada i fonda. Una volta a la muralla, prologat per Fermí Vergés, narra fets quotidians succeïts al voltant del nucli antic de Palafrugell. En els seus texts i versos, Bepes transmet una visió molt particular del Palafrugell surer, recreat amb emoció i nostàlgia i un punt d'ironia. Les seves composicions literàries recullen l'anecdotari local de tota una època i han obtingut un important ressò popular. L'abril de 1987 va prologar Steropé, una selecció de poemes de Narcisa Oliver.
Josep Martí i Clarà va morir el 25 d'octubre de 1988 a la residència de can Vilardell de Sant Andreu de Llavaneres a causa d'una arterioesclerosi. El 1990 es publicà pòstumament Som com som.

## Obra

### Obra publicada
- Palafrugell, parada i fonda (1959)
- Una volta a la muralla (1984)
- Som com som (1990)

### Obra inèdita
El 2014 l'Arxiu Municipal de Palafrugell va digitalitzar una trentena de llibres inèdits de Josep Martí Clarà «Bepes», consultables a través de la seva web.